# The Dismemberment Plan Is Terrified
| Recensione       | Giudizio |
| ---------------- | -------- |
| AllMusic         | [ 1 ]    |
| Robert Christgau | A−       |
| Tiny Mix Tapes   | [ 3 ]    |

The Dismemberment Plan Is Terrified è il secondo album in studio del gruppo musicale indie rock statunitense The Dismemberment Plan. Fu pubblicato il 17 marzo 1997 dalla Desoto Records. Musicalmente, l'album è "meno violento ed estravagante" del suo predecessore, !. L'album ha ricevuto recensioni positive dalla critica, e grazie a quest'album il gruppo ha firmato un contratto con un'etichetta discografica importante, la Interscope.

## Composizione
Musicalmente, l'album può essere descritto come un ponte fra l'hardcore e il noise rock. La traccia d'apertura, "That's When the Party Started" ha un sentimento synthpop, mentre la quarta traccia dell'album, "Academy Award", sarà poi remixata da Cex per l'album finale del gruppo A People's History of the Dismemberment Plan. È l'unica canzone proveniente da quest'album a essere remixata per l'album successivo. "The Ice of Boston" fu pubblicato successivamente su un extended play dello stesso nome, durante il loro breve contatto con la Interscope Records. La canzone è spoken-word e contiene riferimenti a Jonathan Richman e alla canzone della cantautrice Gladys Knight "Midnight Train to Georgia". Il cantante principale dei Dismemberment Plan, Travis Morrison, descrisse l'album come un album "molto conflittuale", dicendo che è "l'album meno melodico che abbiamo pubblicato, ma è anche quello maggiormente ispirato all'hip-hop".

## Accoglienza
The Dismemberment Plan Is Terrified ha ricevuto critiche positive da molti critici musicali. Brian Raftery di Allmusic commentò l'album dicendo che esso non era tanto piacevole quanto l'album di debutto del gruppo, !, ma tuttavia definì "That's When the Party Started", "The Ice of Boston", e "Do the Standing Still" le tracce di spicco dell'album. Metroactive premiò l'album per essere "meravigliosamente variegato".
Il critico musicale statunitense Robert Christgau ha ritenuto l'album "sorprendentemente riflessivo per il posthardcore. Egli ha dato all'album un A–. Tiny Mix Tapes ha scritto che con The Dismemberment Plan Is Terrified, il gruppo "annienta completamente il termine "crisi del secondo". Lo stile vocale di Morrison in quest'album è al massimo della propria sperimentazione musicale e lavora molto bene sopra la musica chiassosa." Nonostante The Dismemberment Plan Is Terrified non sia "radio friendly", esso condusse il gruppo dalla Interscope Records, importante etichetta discografica statunitense, firmando con essa un contratto.

## Tracce
Testi e musiche di The Dismemberment Plan.
1. Tonight We Mean It – 2:55
2. That's When the Party Started – 3:49
3. The Ice of Boston – 4:55
4. Academy Award – 2:26
5. Bra – 3:06
6. Do the Standing Still – 2:01
7. This is the Life – 4:06
8. One Too Many Blows to the Head – 4:04
9. It's So You – 2:17
10. Manipulate Me – 2:38
11. Respect Is Due – 12:35

## Componenti
Le seguenti persone furono coinvolte nella realizzazione di The Dismemberment Plan Is Terrified:
The Dismemberment Plan
- Eric Axelson – basso
- Jason Caddell – chitarra
- Joe Easley – batteria
- Travis Morrison – voce, chitarra

Produzione
- Chad Clark e Don Zientara – registrazione